# 1987 en Nouvelle-Calédonie
- 1960
- 1970
- années 1980
  - 1980
  - 1981
  - 1982
  - 1983
  - 1984
  - 1985
  - 1986
  - 1987
  - 1988
  - 1989
- 1990
- 2000
- 2010
- 2020

Cet article présente les faits marquants de l'année 1987 en Nouvelle-Calédonie.

## Événements
- L'État met en place une surveillance militaire des tribus, dite « nomadisation », par patrouilles continues d'unités mobiles.
- 8 mai : le Parlement adopte la condition restrictive des trois ans de résidence pour la participation au référendum.
- 29 mai : le FLNKS décide de boycotter le référendum et les Jeux du Pacifique sud.
- août : une manifestation indépendantiste est violemment dispersée à Nouméa.
- 9 septembre : le RPCR organise au stade Brunelet de Nouméa une « fête de la liberté » à laquelle participeront plus de 30 000 personnes.
- 13 septembre : Refus de l'indépendance du pays à 98,3 % des suffrages exprimés, avec une participation de 59,1 % des inscrits. Les indépendantistes du FLNKS avaient appelé à l'abstention.
- 15-17 septembre : après l'annonce des résultats du référendum, le Premier ministre Jacques Chirac fait une nouvelle visite sur le Territoire. Devant 20 à 25 000 personnes, il annonce sa volonté d'établir une autonomie du territoire associant toutes les tendances politiques, le maintien du pouvoir d’arbitrage de l’État, la redéfinition et le renforcement des pouvoirs des régions et la représentation du pouvoir coutumier. Il se prononce aussi pour la création de quatre collectivités, à l’Est, à l’Ouest, au Sud et dans les Iles.
- 18 octobre : Jean-Marie Tjibaou dépose à l'ONU un projet de Constitution pour un éventuel futur État indépendant, la « Kanaky ».
- 29 octobre : les assises acquittent définitivement les embusqués de Hienghène en concluant à la légitime défense. Jean-Marie Tjibaou estime alors que : « La chasse au Kanak est ouverte ».
- 6 novembre : incidents à la tribu de Saint-Louis, dans la banlieue de Nouméa : dans le cadre d'une opération d'enquête judiciaire sur des actes de délinquance commis dans cette zone par la gendarmerie, un jeune kanak de 17 ans, Léopold Dawano, qui avait pris la fuite, est tué par un tir des forces de l'ordre. S'ensuit de violents affrontements entre jeunes de la tribu, qui dressent des barricades à l'entrée et échangent des tirs avec les gendarmes (qui feront deux blessés parmi les militaires). Le calme est finalement rétabli à la fin de la journée.
- 30 novembre : 32 interpellations de militants indépendantistes à Saint-Louis, dont Yeiwéné Yeiwéné.
- 4 décembre : le FLNKS perd le soutien d'une vingtaine de pays à l'ONU.
- 8-20 décembre : Les VIIIe Jeux du Pacifique sud ont lieu en Nouvelle-Calédonie et principalement à Nouméa. Deux pays de la région soutenant le FLNKS ont alors décidé de boycotter ces jeux (Tonga et le Vanuatu). 11 États ou Territoires du Pacifique insulaire y participent tout de même. La Nouvelle-Calédonie s'impose avec 168 médailles remportées sur 471, dont 82 en or.